# Miagrammopes trailli
Miagrammopes trailli är en spindelart som beskrevs av Octavius Pickard-Cambridge 1882.
Miagrammopes trailli ingår i släktet Miagrammopes och familjen krusnätsspindlar. Inga underarter finns listade i Catalogue of Life.